# La alegre caravana
La alegre caravana  es una película española estrenada en el año 1953 y dirigida por Ramón Torrado y Pedro Lazaga.

## Argumento
Miguel es un joven al que han destinado a un matrimonio de conveniencia que no le convence. Huye de su hogar para evitarlo, y se refugia en una caravana de gitanos feriantes, donde conoce a Rocío.